# Det virtuelle Kunstmuseum
Det virtuelle Kunstmuseum var et web-projekt som daværende kulturminister Elsebeth Gerner Nielsen tog initiativ til. Projektet blev lanceret på adressen www.detvirtuellekunstmuseum.dk i februar 2001 og blev udviklet i et samarbejde mellem Kunstindeks Danmark og Statens Museum for Kunst. 
Det virtuelle Kunstmuseum var åbent i en treårig projektperiode. Formålet med projektet var, at give overblik over de væsentligste danske kunstværker fra 1900-tallet. Finansieringen på 800.000 kr. kom fra Kulturministeriet, og en væsentlig begrundelse for projektet var at sikre tilstedeværelsen af dansk kulturelt indhold på internettet.
I forbindelse med lanceringen udtalte Statens Museum for Kunst, at man ønskede at "demokratisere kunsten og gøre den tilgængelig for alle, også for dem, der bor uden for hovedstadsområdet." 
Sitet havde særudstillinger der var sammensat af Poul Erik Tøjner,
Katrine Gislinge, Johannes Møllehave og Tal R.
Det virtuelle Kunstmuseum udstillede oprindeligt cirka 100 danske kunstværker fra det 20. århundrede.
Både offentligt- og privatejet kunst indgik i udstillingen.
Hjemmesiden var organiseret med fire indgange: kronologisk i tiår fra 1900 til 1999, kunstarter (grafik og tegnekunst, malerier, m.m.), temaer (portræt, landskab, social kunst, m.m), stil (popkunst, abstraktioner, m.m.).
En følge af projektet blev Webmuseum.dk hvor der skulle udstille digitale kunstværker. Tovholder for dette projekt var Museet for Fotokunst.
Det virtuelle Kunstmuseum er i lighed med Unges Laboratorier for Kunst anset som et fremsynet digitalt projekt.
På Statens Museum for Kunst blev inspirationen fra Det virtuelle Kunstmuseum videreført med et program under navnet SMK digital der kom i stand efter en 22 millioner kroner stor bevilling fra Nordea-fonden i maj 2008.